# Vai (Sprache)
Vai, alternativ auch Wey, Vy oder Gallinas genannt, ist eine Mandesprache, die von etwa 104.000 Einwohnern Liberias und knapp 1000 (Stand 2015) in Sierra Leone gesprochen wird.
Die Tonsprache ist bekannt dafür, dass sie ein noch heute verwendetes Schriftsystem hat, welche nicht auf dem lateinischen Alphabet basiert. Diese Vai-Schrift ist eine Silbenschrift, welche von Momolu Duwalu Bukele um 1815 entwickelt wurde, und bis 1833 im Gebiet der Vai in Liberia eingeführt wurde. Die Existenz des Vai wurde im Jahre 1834 in dem Missionary Harald des ABCFM von amerikanischen Missionaren sowie unabhängig von Rev. Sigismund Wilhelm Koelle, einem sierraleonesischen Agenten der Church Mission Society of London, berichtet.
Die Vai-Schrift wurde sogar dazu verwendet, um das Neue Testament in der Vai-Sprache zu drucken, dediziert im Jahre 2003.